# Myliobatis bispinosa
Myliobatis bispinosa es una especie de pez de la familia Myliobatidae en el orden de los Rajiformes.